# モラグ
モラグ (Morag) は、スコットランドのモラール湖に生息すると言われている未知の生物。湖の怪物。ネッシー以降ではスコットランドの伝説的な怪物の中で最もよく知られている。

## 概要
「モラグ」という名前はモラール湖の名前とスコットランドの女性の名前モラグを掛け合わせたもの。目撃例は1887年にさかのぼり、1981年までには31件に及ぶ。そのうち16件は多様な目撃証言を含む。
1948年には、1887年に目撃されたのと同じ場所で、ボートに乗った子供たち9人が「およそ20フィートに及ぶ奇妙な蛇のような生物」を目撃したと知らせた。それはゾウほどもある大きな生物で、大きな音を立てて沈んでいったという。
1969年には、ダンカン・マクドネルとウィリアム・シンプソンの2名によるもっとも有名な目撃談がある。彼らが5メートルのモーターボートに乗っているとき、突然船の後方にその生物が現れ船を攻撃してきたと主張した。マクドネルがオールで反撃し、シンプソンがライフルを発砲すると、それはゆっくりもぐって消えていったという。
彼らによると、その生物の色は茶色っぽく、25から30フィートの長さがあり、ざらざらした肌だったという。また、水面から18インチ(460ミリ)くらい盛り上がった3つのこぶがあり、幅1フィートの頭は水面から18インチ(460ミリ)程度突き出ていたという。
1977年には、M Lindsayが2枚の写真を撮影した。その写真にはモラグだとされている湖の中の物体が写っている。2枚の写真を比較すると、その物体は数ヤード位置を変えている。1枚目は丸い背中を見せ、2枚目には2つのこぶのようなものが見えている。
ネス湖現象研究所 (LNIB) は1970年に、モラグを調査対象に加えた。
モラグを発見するためにいくつかの探検隊が組織されたが、何の証拠も見つかっておらず、巨大な生物が発見されたこともない。